# Femtometru
Femtometrul (simbol fm) este o unitate de măsură de lungime în sistemul internațional de unități. Un femtometru e egal cu 10−15 m. Este folosit în fizica nucleară, adesea sub denumirea (anterioară sistemului internațional) de fermi, fiindcă reprezintă ordinul de mărime al componenților nucleului: diametrul protonului este de circa 1,6 fm.